# メナム河事件

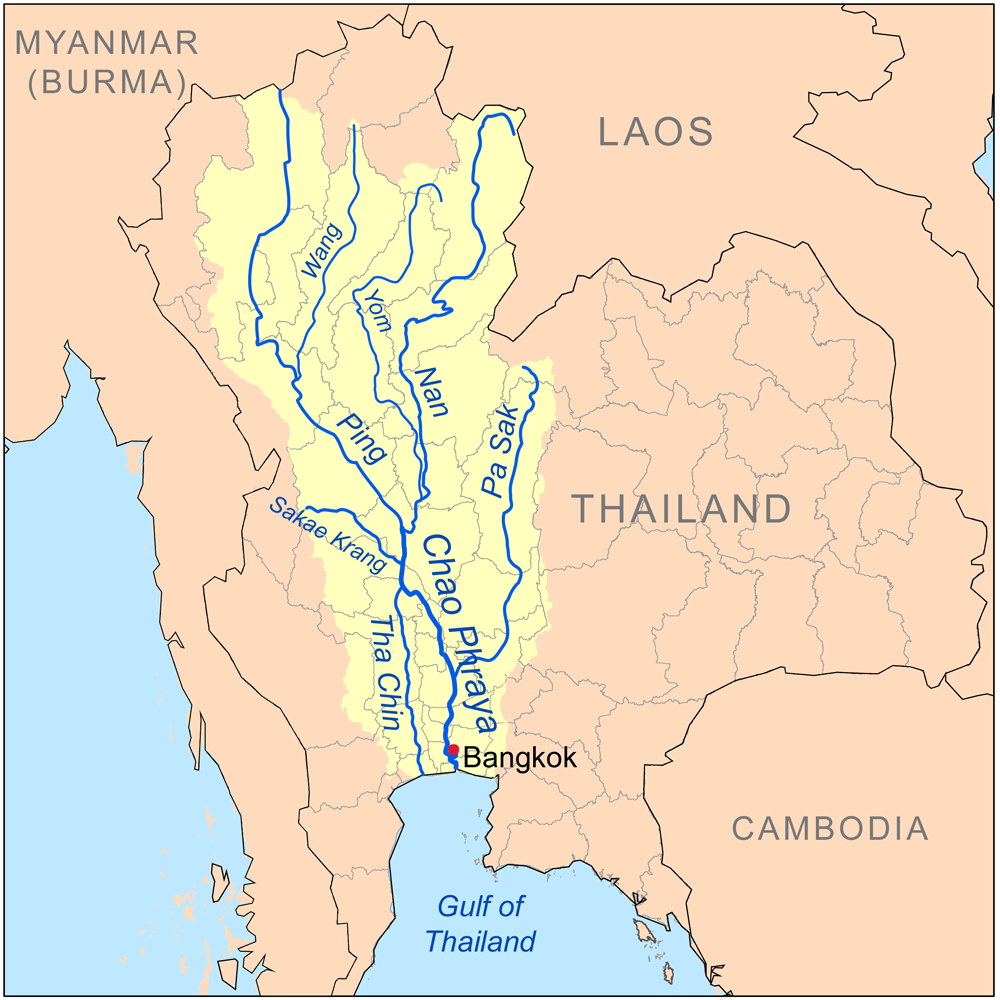
メナム河（チャオプラヤー川）流域

メナム河事件（メナムがわじけん）は、17世紀に暹羅（シャム）のメナム河（チャオプラヤー川）河口で、長崎町年寄の高木作右衛門が派遣した朱印船が焼き討ちにあった事件。襲撃者のドン・ファン・デ・アルカラーソ提督の名からアルカラソ事件とも呼ばれる。江戸幕府の海外交易政策にも影響を及ぼした。

## 事件前の東南アジア情勢
1622年（元和8年）、コルネリス・ライエルセン率いるオランダ・イギリス連合艦隊がマカオを襲撃した（マカオの戦い）。これを撃退したものの、再度の襲来を恐れたマカオのポルトガル人は、マニラのフィリピン総督に援兵を求めた。命を受けたドン・フェルナンド・デ・シルバの船団が救援に赴いたところ、ゴアからの来援もあって援軍の必要も無くなったため、シルバはシャムのメナム河に向かった。
シルバの船団は同地に滞在していたが、1624年（寛永元年）、在留日本人とオランダ人との間に紛争が生じた。この時にシルバはシャム国王の近衛隊に襲撃され、船員たちは捕えられ、中には殺害された者もいた。

## 事件の経緯
1627年（寛永4年）、オランダの艦隊が再びマカオを封鎖した。ポルトガル人からの救援要請に応じて、マニラのフィリピン総督は、スペインの提督ドン・ファン・デ・アルカラーソをマカオに送り込んだが、到着した時はオランダ艦隊はすでに引き揚げていた。
そこで翌1628年（寛永5年）5月、アルカラソは「ドン・フェルナンド・デ・シルヴァの船が撃沈され、タイ人に押収された貨物が弁償されていないため、その復讐をすべし」というフィリピン総督から与えられた訓令に基づき、艦隊を率いてシャムに回航して、ここで数隻のシャム船を掠奪した。そして、その時にメナム河の河口に停泊していた高木作右衛門の朱印船も襲撃した。船は拿捕され、乗組員57人はマニラに連行された上、朱印状も奪われた。
この事件を知った平戸のオランダ商館長ナイエンローデは、ポルトガルとスペインが同一の国王の下にいる1つの民族であると長崎や平戸で喧伝した。それを知った幕府は、ポルトガルに責任を問い、この時マカオから長崎に来航していたポルトガル船5隻のうち3隻を抑留し、取り引きを禁止した。ポルトガル人は、スペイン人が海外で行なったことに、自分たちは責任がないと訴えたが、聞き入れられなかった。
翌1629年（寛永6年）、マニラのスペイン総督は、監禁された日本人を日本に送り返すことにしたが、彼らを乗せた中国のジャンク船は日本に到着しなかった。バタヴィアの総督がマカオのポルトガル人やマニラのスペイン人からの手紙で知らされたことによれば、ジャンク船を警備するためと称して出帆したスペイン船により船は撃沈され、それが日本に知られないよう、全員海に沈められたということであった。
1630年（寛永7年）にポルトガル船は解放されたが、翌1631年（寛永8年）に日本の商人たちが債券の形でポルトガル船の積み荷を差し押さえて、債務の整理をマカオのポルトガル当局に要求した。

## 事件後
この事件で、将軍が発給した朱印状が海外で粗略に扱われたことを問題視した幕府は、1631年（寛永8年）に奉書船制度を定めた。これまでは、日本人が海外に渡航して貿易するためには異国渡海朱印状があれば良かったが、今後は老中発給の長崎奉行宛て奉書の下付も必要になった。長崎奉行に朱印状を渡し、代わりに通交許可書を受け取って、それを携行して海外渡航することで、海外で朱印状を奪われ、将軍の権威が毀損されるような事態を防ぐことがこの制度の目的であった。
海外渡航の朱印状が発給されなくなったのは、この事件で「将軍の朱印状がシャムで侵害された」ことが理由であると、1631年9月10日付オランダ副使節ムイゼル宛てのオランダ商館長ナイエンローデ書簡や、フランソワ・カロンによる1634年2月7日付『平戸オランダ商館の日記』にも書かれている。なお、事件の被害者である高木はこれ以降は貿易から手を引き、幕府から高木への補償もなされていない。
このころ、幕府は海上の状況が不穏であること、交易者が渡航先で内戦に巻き込まれたりキリシタンに関与したりすることを危惧して、朱印状発行に消極的だったが、この事件を機に発給を見合わせることにした。しかし、当時の長崎奉行・竹中重義は、
1. 日本船・日本人の出国を禁止すべきところ、貿易家に出港許可書を与えて長崎港から出したこと
2. 1630年（寛永7年）末、島原藩主の松倉重政と竹中が2隻の船をマニラへ派遣したが、そのうち1隻には宣教師密航を助けた疑いで日本に抑留されていたポルトガル商人ジェロニモ・デ・マセドを船長とし、マカオから高木船事件解決のために派遣された使節を「竹中の使者」という資格で乗船させたこと。同船は1631年1月にマニラに着き、内密の商行為で利益をあげたこと
3. この2隻が1631年度の出帆シーズンにも、竹中の出港許可書によって再度マニラに赴いたこと
4. 派遣した船が日本からもち出した商品は戦略物資である「大量の小麦粉」と「大砲鋳造用のブロンズ」であったこと、現地では2人の宣教師が通訳を務め、1632年に帰航した際には4人の宣教師が乗船していたこと

など、幕府の政策に違反することを多数行なった。竹中と松倉による派船は、「宣教師の日本潜入基地である」という口実でマニラを征服するための偵察だったと言われるが、実際にはマニラで商取引をして帰って行った（岩生成一「松倉重政の呂宋島遠征計画」『史学雑誌』45の9、1934年）。
竹中は、1633年4月3日（寛永10年2月21日）に、職権乱用と貿易における不正行為のために長崎奉行を罷免された。その直後に長崎奉行は2人制となり、不正を防ぐための相互監視体制が取られるようになった。